# Vargnatta
Vargnatta är en årligt återkommande nattlig tramp (vandring) anordnad av de olika scoutförbunden i Värmland och Örebro län. Den är vanligtvis cirka en mil och har 12-18 kontroller. Värdskapet roterar bland scoutförbunden SMU Scout, SSF, NSF, FA-scout och KFUK-KFUM:s scoutförbund. Trampen är öppen från 13 till 19 år. Den hålls vanligen i senare delen av mars.